# 萨尔兰足球代表队
萨尔兰足球代表队（德語：Saarländische Fußballnationalmannschaft）是於1950年至1956年期间代表萨尔保护领参加国际赛事的足球队，由萨尔兰足球总会管辖，该协会在当时是国际足联的独立成员。此外，考虑到自己并非一个主权国家，又为与德国国家足球队区分，该球队没有使用国家队的称谓，而是更普遍的使用“代表队（德語：Auswahl）”或相关类似术语。
萨尔兰队合共参加过19场国际比赛，其中包括在1954年世界杯预选赛中与西德队分至同一小组。在双方于斯图加特的首场较量中，萨尔兰队以0比3告负；次战回到主场后，他们再度于萨尔布吕肯的路德维希公园体育场以1比3失利。但凭借球队在奥斯陆的胜利，萨尔兰队还是在该小组中力压挪威排名第二。
在全部19场国际比赛中，萨尔兰队取得了6胜3平10负的成绩。当中的亮点是1954年世界杯决赛圈前夕、在1954年6月5日的热身赛中对阵世界杯卫冕冠军乌拉圭，由后者在萨尔布吕肯取得7比1的大胜。两年后，萨尔兰队解散，因萨尔兰足球总会重新作为一个州立组织被纳入德国足球协会。

## 历史
第二次世界大战结束后，萨尔兰在盟军分治时期成为法国占领区，由于法国反对将萨尔兰纳入德国，于是使它成为独立于联邦德国（西德）和民主德国（东德）之外的一个特殊保护领地。萨尔兰足球协会于1948年7月25日在苏尔茨巴赫成立，维利·科赫（Willy Koch）成为首任主席。萨尔兰的足球俱乐部在1948年至1951年间主要参加本土的荣誉联赛，而萨尔布吕肯足球俱乐部则在1948-49赛季以非官方的身份参加了法国足球乙级联赛，并轻松夺得冠军。然而，法国的俱乐部经过投票一致反对他们升入法甲，球队遂离开了法国联赛。由于并不满足于参加水平较低的萨尔荣誉联赛，他们又短暂创立了一个邀请赛——国际萨尔兰杯（Internationaler Saarlandpokal），这也被视为欧洲冠军杯的前身。1955年，萨尔布吕肯成为萨尔兰足总的唯一代表参加了首届欧洲冠军杯，并在第一轮中遭遇意大利球队AC米兰。他们先是在圣西罗客场以4比3获胜，回到主场后却以1比4惨败而遭到淘汰。
1949年7月17日，萨尔兰足总内部成员以609票反对、299票赞成和55票弃权的结果否决了加入法国足协的动议。赫尔曼·诺伊贝格尔自1950年5月14日起成为萨尔兰足总新任主席，在他的带领下，萨尔兰足总在同年6月12日以独立身份加入国际足联，这一日期比德国足协恢复国际足联成员身份还要早三个月，比东德足协加入早了近两年。
1951年，德国足协与萨尔兰足总通过国际足联达成返回协议，萨尔布吕肯和诺因基兴得以重返德国足球高级联赛西南赛区作赛，其中萨尔布吕肯于一年后便在德国杯中打入决赛。萨尔兰足球代表队的成员在很大程度上是来自于这两支俱乐部。
在萨尔兰足球代表队参加得全部19场国际比赛中，有10场均为对阵二线队。其参加最为正式的赛事是1954年世界杯预选赛。在那里，他们与西德、挪威分在同一小组，并且得益于在奥斯陆客场取得的一场胜利，最终能以小组第二的身份完赛。而在1954年世界杯开赛前，他们也在一场热身赛中以1比7不敌卫冕世界杯冠军乌拉圭。其它派出一线队参赛的对手还包括南斯拉夫（1比5）、荷兰（1比2、2比3）和瑞士（1比1）。
在1955年举行全民公投后，萨尔保护领成为联邦德国的一部分，并自1957年1月1日起生效。萨尔兰足总也结束其国际足联独立成员的身份，重新被纳入德国足协成为州立组织；萨尔兰主席赫尔曼·诺伊贝格尔作为地道的萨尔人，其后奠定了德国足球甲级联赛创立的基础、组织承办了1974年世界杯在西德的举行，并从1975年至1992年逝世前担任德国足协的第七任主席。而自1952年起执教萨尔兰足球代表队的赫尔穆特·舍恩也被调任西德国家足球队，并率队在1960年代和1970年代大获成功。

## 世界杯成绩
| 年份        | 成绩           |
| ----------- | -------------- |
| 1950年 巴西 | 错过报名时间   |
| 1954年 瑞士 | 预选赛小组第2  |
| 1958年 瑞典 | 被纳入德国足协 |

萨尔兰足球代表队唯一参加过的世界杯比赛是1954年世界杯预选赛，他们与西德、挪威分在同一小组，最终以小组第二名的排名无缘世界杯决赛圈。预选赛在开赛之初便爆出一大冷门，萨尔兰队在奥斯陆对阵挪威的客场比赛中先以0比2落后，其后在以10人应战（在赫尔穆特·舍恩用完最后一个换人名额后不久，又有一名球员腓骨骨折）的局面下奋起直追并连入3球，以3比2反败为胜。因此，在西德于客场与挪威战平后，萨尔兰队仍然高居该组榜首。此后在斯图加特，萨尔兰队以0比3毫无争议的完败于西德，并且回到主场也只能与挪威互交白卷。直到西德主场以5比1击败挪威后，其排名反超萨尔兰队升至第一。最后一场比赛因为冬歇期被间隔了4个月之久，亟需一场胜利以获得晋级机会的萨尔兰队却在主场以1比3再度完败。保持不败的西德队最终排名居首，获得进军瑞士的资格，并在那里赢得了1954年世界杯足球赛冠军。
这是萨尔兰足球代表队参加的唯一一次重大赛事，其球员、教练和工作人员在其后都被纳入西德队参与到卫冕1958年世界杯的工作中。

## 教练
1. 奥古斯特·若尔丹（英语：Auguste Jordan）（1950-1952）
2. 赫尔穆特·舍恩（1952-1956）

## 球员
萨尔兰足球代表队在全部19场国际比赛中共使用过42名球员。

### 出场纪录
| 出场次数 | 球员名称          | 国脚年期  | 入球 |
| -------- | ----------------- | --------- | ---- |
| 18       | 瓦尔德马·菲利皮   | 1950-1956 | 0    |
| 17       | 赫伯特·马丁       | 1950-1956 | 6    |
| 16       | 格哈德·西德尔     | 1951-1956 | 4    |
| 14       | 埃尔温·施特伦佩尔 | 1950-1955 | 0    |
| 12       | 特奥多尔·普夫     | 1951-1956 | 0    |
| 12       | 赫伯特·宾克特     | 1952-1956 | 6    |
| 11       | 尼古劳斯·比韦尔   | 1950-1954 | 0    |
| 10       | 库尔特·克莱门斯   | 1950-1956 | 0    |
| 10       | 阿尔贝特·凯克     | 1953-1956 | 0    |
| 10       | 彼得·蒙贝尔       | 1950-1956 | 1    |

## 国际比赛
| #   | 日期           | 地点       | 对手       | 比分 | 比赛         |
| --- | -------------- | ---------- | ---------- | ---- | ------------ |
| 1.  | 1950年11月22日 | 萨尔布吕肯 | 瑞士二队   | 5–3  | 友谊赛       |
| 2.  | 1951年5月27日  | 萨尔布吕肯 | 奥地利二队 | 3–2  | 友谊赛       |
| 3.  | 1951年9月15日  | 伯尔尼     | 瑞士二队   | 5–2  | 友谊赛       |
| 4.  | 1951年10月14日 | 维也纳     | 奥地利二队 | 1–4  | 友谊赛       |
| 5.  | 1952年4月20日  | 萨尔布吕肯 | 法国二队   | 0–1  | 友谊赛       |
| 6.  | 1952年10月5日  | 斯特拉斯堡 | 法国二队   | 3–1  | 友谊赛       |
| 7.  | 1953年6月24日  | 奥斯陆     | 挪威       | 3–2  | 世界杯预选赛 |
| 8.  | 1953年10月11日 | 斯图加特   | 西德       | 0–3  | 世界杯预选赛 |
| 9.  | 1953年11月8日  | 萨尔布吕肯 | 挪威       | 0–0  | 世界杯预选赛 |
| 10. | 1954年3月28日  | 萨尔布吕肯 | 西德       | 1–3  | 世界杯预选赛 |
| 11. | 1954年6月5日   | 萨尔布吕肯 | 乌拉圭     | 1–7  | 友谊赛       |
| 12. | 1954年9月26日  | 萨尔布吕肯 | 南斯拉夫   | 1–5  | 友谊赛       |
| 13. | 1954年10月17日 | 里昂       | 法国二队   | 1–4  | 友谊赛       |
| 14. | 1955年5月1日   | 里斯本     | 葡萄牙二队 | 1–6  | 友谊赛       |
| 15. | 1955年10月9日  | 萨尔布吕肯 | 法国二队   | 7–5  | 友谊赛       |
| 16. | 1955年11月16日 | 萨尔布吕肯 | 荷蘭       | 1–2  | 友谊赛       |
| 17. | 1956年5月1日   | 萨尔布吕肯 | 瑞士       | 1–1  | 友谊赛       |
| 18. | 1956年6月3日   | 萨尔布吕肯 | 葡萄牙二队 | 0–0  | 友谊赛       |
| 19. | 1956年6月6日   | 阿姆斯特丹 | 荷蘭       | 2–3  | 友谊赛       |